# Guachí
Guachí (Guatxi, Guaxarapo, Guasarapo), izumrlo pleme Guaycuruan Indijanaca iz brazilske države Mato Grosso do Sul, naseljeni u močvarnim predjelima Pantanal Matogrossense. Guachi s plemenima Mbayaú i Guaycurú pripadaju široj grupi plemena Mbaya-Guaycurú. Nestali su do sredine 19. stoljeća. U literaturama su nazivani pod nizom sličnih naziva: Guachié, Guajie, Guajnie, Guachicas, Guarapayó, Guasarapó, Bascheropos, Guaxarapos, Bascherepo, Guajarapo, Guacharapo, Guaichaje. 